# Catinaria
Catinaria is een geslacht van korstmossen behorend tot de familie Ramalinaceae. De typesoort is Catinaria atropurpurea.

## Soorten
Volgens Index Fungorum bevat het geslacht zes soorten (peildatum januari 2023):
| Soortnaam              | Auteur(s)               | Publicatiejaar |
| ---------------------- | ----------------------- | -------------- |
| Catinaria atropurpurea | (Schaer.) Vězda & Poelt | 1981           |
| Catinaria brodoana     | R.C. Harris & W.R. Buck | 2016           |
| Catinaria montana      | (Nyl.) Vain.            | 1922           |
| Catinaria neuschildii  | (Körb.) P. James        | 1965           |
| Catinaria occidentalis | Van den Boom            | 2020           |
| Catinaria radulae      | R.C. Harris & W.R. Buck | 2016           |